# Tenorkürt
A tenorkürt a tölcséres fúvókájú, más néven rézfúvós hangszerek közé tartozik. Hangfekvése megegyezik a tenorharsonáéval, a trombita és a tuba között van. A baritonkürthöz, illetve eufóniumhoz hasonlóan pedálhangja B, ami a szárnykürt alatt egy oktávval szól. Szinte kizárólag fúvósegyüttesekben kap szerepet.

## Leírása
A tenorkürt egy változó keresztmetszetű, többszörösen meghajlított csőből áll, melynek egyik végén helyezkedik el a fúvóka, a másik vége tölcsérszerűen kiszélesedik. Anyaga sárgaréz, vagy más rézötvözet. Méretezése a szárnykürthöz hasonló, de annál hangolásának arányában nagyobb. A szárnykürthöz hasonlóan a jelzőkürtök családjába tartozik, szemben a baritonkürttel, eufóniummal, amely inkább a tubák közé sorolható. Készülhet a trombitához hasonlóan vízszintes, a tubákhoz hasonlóan függőleges, vagy ovális formában. Három nyomó- vagy forgószeleppel rendelkezik. Ezek más szelepes rézfúvós hangszerhez hasonlóan különböző hosszúságú csődarabokat iktatnak be a csőrezonátorba, ezzel áthangolva azt, hogy minden hang megszólaltatható legyen.

## Megszólaltatása
A többi tölcséres fúvókájú hangszerhez hasonlóan a tenorkürt elsődleges hangforrása a játékos fúvókához szorított ajkainak rezgése, amely a cső különböző rezonanciáit képes megszólaltatni. Mivel a hangszer furata hossza nagy részében táguló, kónikus, a hangja kerekebb, lágyabb, mint a trombitáé vagy a harsonáé, de mély regisztereiben nem annyira telt, mint a nála is bővebb menzúrájú és hangsúlyozottabban kónikus baritonkürt, eufónium hangja. Szeleprendszere hasonlóan működik, mint a trombitáé vagy a baritonkürté: az első szelep egy egészhanggal, a második félhanggal, a harmadik kisterccel mélyíti a hangot, így válik lehetővé, hogy a hangszer teljes skálákat játszhasson.

## Története
A szárnykürthöz hasonlóan katonai jelzőkürtökből alakult ki, a 19. század 30-as éveiben látták el az akkor újdonságnak számító szelepekkel.